# دونالد دوفريسن
دونالد دوفريسن هو لاعب هوكي الجليد كندي، ولد في 10 أبريل 1967 في مدينة كيبك في كندا.

## وصلات خارجية
- دونالد دوفريسن على موقع دوري الهوكي الوطني (الإنجليزية)
- دونالد دوفريسن على موقع EliteProspects.com (الإنجليزية)
- دونالد دوفريسن على موقع HockeyDB.com (الإنجليزية)
- دونالد دوفريسن على موقع Hockey-Reference.com (الإنجليزية)